# Sardis, Mississippi
Sardis är en kommun (town) och en av två administrativa huvudorter i Panola County i Mississippi. Den andra huvudorten är Batesville. Vid 2010 års folkräkning hade Sardis 1 703 invånare.